# Mistrz Wavrin
Mistrz Wavrin, Mistrz Jeana Wavrin – miniaturzysta francuski, czynny w Lille w latach ok. 1450-1475. 
Do 1475 roku pracował dla Jeana de Wavrin (lord of Le Forestel), doradcy Filip III, który przez ostatnie 25 lat swojego życia spisywał dzieje królów angielskich i związane z nimi legendy oraz wydarzenia historyczne. W 6-tomowej pracy korzystał z liczne dostępnych mu źródeł: listów i wcześniejszych prac m.in. z Historia regum Britanniae, Geoffreya z Monmouth i Chroniques Jeana Froissarta z XIV wieku. Mistrz Wavrin wykonał iluminacje do romansów rycerskich i kronik Wavrina - m.in. Roman de Florimont, Histoire des seigneurs de Gavre, Roman de Girart de Nevers, Histoire d'Oliviers de Castille, Chatelain de Couchy.  
Tworzył na papierze, stosując technikę rysunku piórem lawowanego farbą. Jego kompozycje są bardzo proste, z ograniczona liczbą kolorów, przypominają współczesne komiksy. Stylem zbliżone są do prac Mistrza Champion des dames.   
Mistrza Wavrin nie można mylić z innym anonimowym iluminatorem pracującego dla Jeana Wavrina: Mistrzem z Londynu Wavrin.

## Przypisywane iluminacje do prac

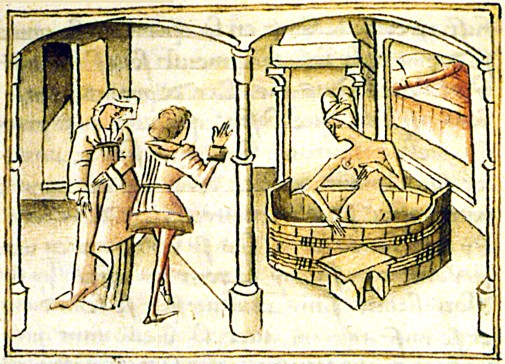
Iluminacja z Roman de Gèrart de Nevers